# Radler
Radler (denominado también Alster (del río Alster), Panaché, Panasch o Wurstwasser) es una mezcla muy popular de cerveza con soda o limonada, muy típica en los restaurantes y bares de Alemania. El radler se considera una mezcla de 60% de cerveza pura y 40% de limonada. También las hay sin alcohol 0.0 (SL&Dj.Nat)

## Historia
Se presume que el Radler se preparó por primera vez en el año 1922 por Franz Xaver Kugler, propietario de una especie de restaurante denominado Kugler Alm en la comarca de Oberhaching al sur de Múnich. El lugar era entonces muy frecuentado por ciclistas (Fahrradfahrer, coloquial en el dialecto alemán: "Radler"). 
Una conocida leyenda indica que en un día sin precisar de junio de 1922, una gran afluencia de ciclistas ("Radler") apareció en el bar de Kugler y al ver que se iba agotando la provisión de cerveza, este tomó la decisión de mezclarla con limonada para hacer rendir lo que quedaba. La mezcla agradó a los clientes y poco a poco fue sirviéndose una bebida denominada "Radlermaß" (en Baviera es una medida grande de cerveza).

## Variantes en otros países

### Colombia
Véase: Refajo
En Colombia recibe el nombre de refajo, el cual resulta de la mezcla de cerveza con gaseosa o refresco (cola roja como la cola Postobón o la Kola Román, Colombiana o Pony Malta).

### España
En España, a pesar de contar con diferentes marcas de radler, existe también una mezcla de cerveza con limón que recibe el nombre de "shandy" o "mixta", la cual contiene menos cantidad de alcohol. Asimismo, hay otra variedad con gaseosa (especie de soda) a la que se denomina "clara"; así se le conoce en Valencia, en Galicia y en Asturias. En Mallorca, la bebida equivale a un "xopet" o "shandy" también. Al norte, en el País Vasco se pide una "pica/pika", mientras que en Guipúzcoa, concretamente, se refieren a una "lejía". En Navarra, se llama caña con limón o también "radler" (actualmente).
En Madrid y Castilla-La Mancha se pide como "clara de limón" o "clara con limón" y en Cataluña se pide como "champú", excepto en Barcelona, que se pide como "clara".

### Uruguay
En Uruguay la costumbre es mezclar  70% de cerveza y 30% de gaseosa tipo 7Up. A esta bebida se le llama usualmente cerveza cortada, aunque hay quienes le dan ese mismo nombre a otra mezcla, no tan popular, de cerveza con coca-cola.
- Datos: Q260417
- Multimedia: Radler / Q260417